# Ludwig Böcklin von Böcklinsau
Ludwig August Gallus Freiherr Böcklin von Böcklinsau (* 19. Oktober 1838 in Freiburg im Breisgau; † 10. Dezember 1922 in Karlsruhe) war ein preußischer General der Infanterie.

## Leben

### Herkunft
Er war der Sohn des badischen Offiziers und Majoratsherrn Friedrich Wilhelm Ludwig Böcklin von Böcklinsau (1803–1873) und dessen Ehefrau Franziska, geborene Freiin von Gemmingen-Hornberg (1809–1847). Sie war eine Tochter des Komponisten Ernst von Gemmingen-Hornberg (1759–1813).

### Militärkarriere
Böcklin absolvierte das Gymnasium und besuchte anschließend die Kadettenanstalt in Karlsruhe. Am 20. September 1857 wurde er als Portepeefähnrich dem 2. Füsilier-Bataillon der Badischen Armee überwiesen. Hier avancierte Böcklin am 28. Juli 1858 zum Leutnant und wurde am 16. Januar 1866 unter gleichzeitiger Beförderung zum Premierleutnant in das 1. Füsilier-Bataillon versetzt. Als Adjutant der 1. Infanterie-Brigade nahm Böcklin während des Krieges gegen Preußen an den Gefechten bei Hundheim, Werbach und Gerchsheim teil.
Nach dem Krieg wurde er am 26. Oktober 1867 unter Belassung in seiner Stellung als Brigadeadjutant in das Leib-Grenadier-Regiment versetzt. Daran schloss sich ab 7. April 1869 eine Verwendung als Hauptmann und Kompaniechef im 2. Infanterie-Regiment an. Mit diesem Regiment nahm Böcklin während des Krieges gegen Frankreich 1870/71 an der Belagerung von Straßburg sowie den Kämpfen bei Wörth, Belfort, Bruyères, am Ognon, bei Dijon und Nuits Teil. Seine Leistungen wurden dabei durch die Verleihung des Eisernen Kreuzes II. Klasse und des Ritterkreuzes des Militär-Karl-Friedrich-Verdienstordens gewürdigt.
Nach der Reichsgründung und dem Frieden von Frankfurt folgte am 15. Juli 1871 die Übernahme mit seinem Regiment in den Verbund der Preußischen Armee. Anlässlich der Herbstübungen des XIV. Armee-Korps fungierte Böcklin als Ordonnanzoffizier von Kaiser  Wilhelm I. Nach seiner am 11. Juni 1879 erfolgten Beförderung zum Major kam Böcklin am 1. April 1881 als etatsmäßiger Stabsoffizier in das 4. Garde-Regiment zu Fuß. Vom 15. November 1883 bis zum 2. Februar 1887 kommandierte er das I. Bataillon, wurde zwischenzeitlich Oberstleutnant und rückte dann in den Stab auf. Unter Stellung à la suite des Regiments beauftragte man ihn am 6. April 1889 mit der Führung des Verbandes und ernannte ihn kurz darauf am 22. Mai 1889 bei gleichzeitiger Beförderung zum Oberst zum Regimentskommandeur. Als Generalmajor folgte vom 29. März 1892 bis zum 26. Januar 1896 eine Verwendung in Straßburg als Kommandeur der 61. Infanterie-Brigade. Anschließend hatte Böcklin als Generalleutnant das Kommando über die ebenfalls in Straßburg stationierte 31. Division. In dieser Eigenschaft wurde ihm am 15. Januar 1899 der Kronenorden I. Klasse verliehen. Obwohl für die Funktion als Kommandierender General geeignet, scheiterte eine weitere Verwendung an der Tatsache, dass Böcklin bereits das 60. Lebensjahr überschritten hatte. Er wurde daher am 22. Mai 1899 zu den Offizieren von der Armee versetzt und am 10. Juni 1899 mit der gesetzlichen Pension unter Verleihung des Roten Adlerordens I. Klasse mit Eichenlaub zur Disposition gestellt.
In nachmaliger Anerkennung seiner langjährigen Verdienste erhielt Böcklin am 13. September 1899 die Krone zum Roten Adlerorden sowie am 24. April 1902 den Charakter als General der Infanterie. Wilhelm II. würdigte ihn außerdem am 13. September 1911 durch die Verleihung der Uniform des 4. Garde-Regiments zu Fuß.

### Familie
Böcklin hatte sich am 9. April 1861 in Freiburg mit Mary Power (1840–1921) verheiratet. Aus der Ehe gingen die beiden Töchter Luise (* 1862) und Helene (* 1865) sowie die Söhne Ernst (1868–1869) und Ruprecht (* 1875) hervor.